# Phare de Cabo de Berberia
Le phare de Cabo de Berberia est un phare situé à l'extrémité sud-ouest de l'île de Formentera, dans l'archipel des îles Baléares (Espagne).
Il est géré par l'autorité portuaire des îles Baléares (Autoridad Portuaria de Baleares) au port d'Alcúdia.

## Histoire
Avant le Plan général de 1967, la construction d'un phare sur cette partie de l'île de Formentera fut réclamée. C'est un phare typique construit au début des années 1970, automatisé, avec une optique rotative catadioptrique alimentée à l’acétylène. En 1995 un nouvel équipement d'éclairage est installé à l'énergie solaire photovoltaïque, tout en conservant l'optique d'origine. Ce phare a été en charge par les résidents techniques du phare de La Mola, jusqu'à ce que celui-ci fut inhabité. Les deux phares sont maintenant télécontrôlés par les techniciens de maintenance d'Ibiza.
Identifiant : ARLHS : BAL-013 ; ES-32750- Amirauté : E0251 - NGA : 4748 .
|                               |
| Le phare sur Cabo de Berberia |